# 앙토냉 아르토
앙토냉 아르토(프랑스어: Antonin Artaud, 1898년 12월 31일 ~ 1948년 3월 4일)는 프랑스의 시인이자 연출가다.
그는 일찍부터 시작(詩作)에 손을 대어, 평생 시인으로 있었으나, 파리로 가 뒤랭의 아틀리에로 들어간 것이 계기가 되어 계속 피토에프의 극단에 속했고, 1927년에는 극작가 로제비트라크와 '알프레드 자리 극장'을 창립하여, 양 대전 사이의 전위극, 특히 초현실주의 연극의 대표적 연출가가 되었다. 그는 당대에 영화에도 관심이 있어 잔 다르크의 수난과 같은 영화에도 출연하여 연기를 하기도 하였으나, 곧 영화에 관심이 떨어져 그 이후로 연극에 몰두하게 되었다. 그러나 상연의 평이 좋지 않아, 1932년에는 다시 '잔혹의 연극(Theater of Cruelty)'을 설립, <쌍시>를 상연했으나 이것도 실패로 끝났다. 그 후 발광하여 병원에 수용되었고, 전후에 퇴원을 하자 곧 사망하였다.
이처럼 연극인으로서의 아르토는 사회적으로는 성공하지 못했으나 그 인격과 혁명적인 연극관에 의하여 바로나 장 빌라르 등 젊은 연극인에게 큰 영향을 끼쳤다.